# 오션 마스터
오션 마스터(영어: Ocean Master)는 DC 코믹스의 슈퍼빌런 캐릭터이다. 아쿠아맨의 동생이자, 숙적으로 본명은 옴 매리어스(Orm Marius). 1966년 9월 《아쿠아맨》 29호에 처음 등장했고, 밥 헤이니와 닉 카디가 공동 창작하였다. 영화 《아쿠아맨》(2018)에서는 패트릭 윌슨이 오션 마스터를 연기한다.

## 담당 배우
- 아쿠아맨(2018) - 패트릭 윌슨

## 담당 성우

### TV 애니메이션
- 저스티스 리그(2003) - 리처드 그린(옴)
- 배트맨 더 브레이브(2008) - 윌리스 랭햄
- 영 저스티스(2010) - 로저 크레이그 스미스

### 장편 애니메이션
- 저스티스 리그: 플래시포인트 패러독스(2006) - 제임스 패트릭 스튜어트
- 저스티스 리그: 워(2012) - 스티븐 블룸
- 저스티스 리그: 아틀란티스의 왕좌(2013) - 샘 윗워

### 비디오 게임
- DC 유니버스 온라인(2011) - 샌디 매킬리